# Culex tramazayguesi
Culex tramazayguesi är en tvåvingeart som beskrevs av Duret 1954. Culex tramazayguesi ingår i släktet Culex och familjen stickmyggor. Inga underarter finns listade i Catalogue of Life.